# فهرست قنات‌های شهرستان شهربابک
جدول زیر براساس آمار وزارت جهاد کشاورزی تهیه شده‌است. فهرست زیر قنات‌های شهرستان شهربابک در استان کرمان را نشان می‌دهد.
| نام قنات    | موقعیت                          | نزدیک‌ترین روستا | طول قنات (متر) | تعداد میله چاه | عمق مادر چاه | دبی (لیتر بر ثانیه) | سطح زیر کشت (هکتار) |
| ----------- | ------------------------------- | --------------- | -------------- | -------------- | ------------ | ------------------- | ------------------- |
| بیدوئیه     | بخش مرکزی شهرستان شهربابک       | دهیج            | ۱۰۰            | ۶              | ۷            | ۱٫۵                 | ۲                   |
| حاجی‌آباد    | بخش مرکزی شهرستان شهربابک       | دهیج            | ۱۲۰            | ۸              | ۵            | ۲                   | ۶                   |
| حاجی‌آباد    | بخش مرکزی شهرستان شهربابک       | دهیج            | ۳۶۰            | ۲۵             | ۱۶           | ۰٫۵                 | ۲                   |
| خمرائیه     | بخش مرکزی شهرستان شهربابک       | دهیج            | ۶۰۰            | ۲۳             | ۱۸           | ۱۰                  | ۸                   |
| سرخ آبی     | بخش مرکزی شهرستان شهربابک       | دهیج            | ۱۸۰            | ۱۱             | ۵            | ۴                   | ۶٫۵                 |
| سرخ کهکوئیه | بخش مرکزی شهرستان شهربابک       | دهیج            | ۵۰۰            | ۲۰             | ۲۵           | ۳                   | ۶                   |
| لوگ رد سفلی | بخش مرکزی شهرستان شهربابک       | دهیج            | ۲۰۰            | ۱۲             | ۸            | ۳٫۵                 | ۵                   |
| لوگرد علیا  | بخش مرکزی شهرستان شهربابک       | دهیج            | ۲۵۰            | ۱۰             | ۷            | ۳٫۵                 | ۷                   |
| نامعلوم     | بخشی نامعلوم در شهرستان شهربابک | نامعلوم         | ۰              | ۰              | ۰            | ۰                   | ۰                   |
| نظام‌آباد    | بخش مرکزی شهرستان شهربابک       | دهیج            | ۱۵۰            | ۷              | ۶            | ۳                   | ۳                   |
| پرشکان      | بخش مرکزی شهرستان شهربابک       | دهیج            | ۴۰۰            | ۲۱             | ۲۰           | ۱۰                  | ۸                   |
| پشادوئیه    | بخش مرکزی شهرستان شهربابک       | دهیج            | ۸۰             | ۶              | ۵            | ۳                   | ۶                   |
| چاه خادوئیه | بخش مرکزی شهرستان شهربابک       | دهیج            | ۷۰             | ۵              | ۶            | ۱                   | ۱                   |
| کهن گیجه    | بخش مرکزی شهرستان شهربابک       | دهیج            | ۳۶۰            | ۱۳             | ۱۸           | ۶                   | ۱۲                  |
| گزبلند      | بخش مرکزی شهرستان شهربابک       | دهیج            | ۲۲۰            | ۱۲             | ۱۷           | ۸                   | ۴                   |
| گودگهرک     | بخش مرکزی شهرستان شهربابک       | دهیج            | ۱۵۰            | ۸              | ۱۰           | ۳                   | ۴٫۵                 |